# August Wrede af Elimä
August Henrik Uno Wrede af Elimä, född 25 juni 1869 på Storvik, Kimito, Finland, död 2 juli 1935 i Ekeberga, Sjundeå, Finland var en finländsk friherre och godsägare. Han hörde till den gamla friherrliga ätten Wrede af Elimä och är känd som ägaren till Svidja slott i Sjundeå.

## Biografi

### Familjen
August Wrede af Elimä var son till friherre Vilhelm Otto Casper David Wrede af Elimä och friherrinnan Adelaide Gustava Aspasia i släkten Armfelt. Han var gift två gånger; först med Anna Matilda von Liphart och sedan med baronessan Ilse Fredrika von Fircks. August Wrede hade fem barn: Rabbe Fritz Vilhelm, Carola Pauline Hedvig Johanna, Fabian Reinhold August, Dagmar Hedvig Elisabet och Beatrice Matilda.

### Wredes tid i Svidja
År 1898 sålde generalmajor Wilhelm von Kremer Svidja slott till August Wrede af Elimä. Wrede genomförde den stilhistoriska restaureringen slottet kring sekelskiftet 1900. Sannolikt utgående från sina egna planer gav August Wrede slottet ett senmedeltida utseende med torn, spetsbågade fönster- och dörröppningar och trappgavlar. Stugorna i slottets bottenvåning omvandlades till riddarsal och vapenhus med gotiska träpaneler och fönsterbågar samt stora öppna spisar. Inredningen betonar släkten Flemings lysande epok och byggnadens äldsta reminiscenser. Wredes senmedeltid inredning är den enda i sitt slag i Finland.
År 1918 deltog Wrede i finska inbördeskriget som stabschef för kårerna i Svidja och Sigurds. Den lokala skyddskåren befäst sig i slottet då det blev belägrat av Finlands röda garde.
Släkten Wredes period som Svidja slotts ägare slutade med en konkurs år 1933 och finska staten köpte Svidja och överlät slottet till förbundet Vapaussodan Invaliidien Liitto (Förbundet för frihetskrigets invalider).
August Wrede ägde också de gamla släktgodsen Sitz (Wredensitz) och Rehho i Koykers socken i Estland mellan 1917–1927.
Familjen Wrede af Elimä har en privat gravplats i Svidja slotts park och där begravdes också August Wrede af Elimä när han dog den 2 juli 1935 i Ekeberga, Sjundeå.